# Bano Diawara
Pour les articles homonymes, voir Diawara.
Bano Diawara est une femme politique malienne, membre de l'Alliance pour la démocratie au Mali-Parti africain pour la solidarité et la justice (Adéma-PASJ).

## Carrière
Très active dans la vie associative, elle devient députée à l'Assemblée nationale après avoir été élue lors des élections législatives maliennes de 2020 dans le cercle de Kayes. L'Assemblée nationale est dissoute le 19 août 2020 après un coup d'État.